# František Papřok
František Papřok (9. března 1938 Krásná – 30. srpna 2009 Ostrava) byl hlavní inženýr – vedoucí pohotovostních sborů a ředitel Hlavní báňské záchranné stanici v Ostravě. Po odchodu do důchodového věku byl přeložen do útvaru taktiky, výchovy a výcviku na post vedoucího oddělení. Patřil také k uznávaným odborníkům v oblasti báňského záchranářství.

## Životopis
František Papřok se narodil dne 9. března v roce 1938. Bývalý rodák z Krásné v Beskydech, který po absolvování gymnázia a po ukončení studií na hornicko-geologické fakultě VŠB v Ostravě v roce 1960 začal svojí profesní dráhu u Jáchymovských dolů na závodě Nové Město na Moravě. Po ukončení se v roce 1964 vrátil na Ostravsko a pracoval na důlních závodech VOKD 27 a 31, převážně na výstavbě nového dolu ve Staříči, kde se vypracoval z funkce revírníka přes vedoucího úseku až do funkce vedoucího větrání. V roce 1966 absolvoval kurz báňského záchranáře a v srpnu 1969 byl jmenován do funkce vedoucího ZBZS Dolu Staříč. Později se stal vedoucím útvaru bezpečnosti a hygieny práce. V lednu 1975 nastoupil na HBZS Ostrava do funkce hlavního inženýra, kde v roce 1986 byl jmenován ředitelem HBZS Ostrava po Ing. Lubomíru Hájkovi, který odešel do starobního důchodu. Od února 1990 do svého odchodu do důchodu v březnu 1993 vykonával funkci vedoucího pohotovostních sborů a hlavního inženýra. Po odchodu do starobního důchodu působil jako vedoucí útvaru taktiky, výchovy a výcviku na HBZS, kde předával své zkušenosti při školení a výcviku nových záchranářů, četařů, vedoucích ZBZS a vedoucích likvidací havárii.
František Papřok byl ženatý. Zemřel ve věku 71 let dne 30. srpna 2009 v Ostravě.

## Publikační činnost
- Publikoval listovce Záchranář a v Kompendiích báňského záchranářství I. a II.
- Podílel se na přípravě předpisů pro báňskou záchrannou službu. Jeho rozsáhlé znalosti vývoje historie báňské záchranné služby byly přínosem při budování expozice báňského záchranářství v Hornickém muzeu OKD v Ostravě Petřkovicích.

## Další aktivity
Do konce roku 2006 byl činný ve výboru Klubu přátel hornického muzea OKD v Ostravě Petřkovicích.

## Dílo
- Publikoval v časopisu Záchranář.[4]
  - Výbuch na Dole Barbora. In: Záchranář 12/1990. HBZS Ostrava 1990[5]
  - Akce na Barboře pokračuje. In: Záchranář 3/1991. HBZS Ostrava 1991 (Míra,A.)[6]
  - Akce na Barboře ukončena. In: Záchranář 6/1991. HBZS Ostrava 1991[7]
  - Výbuch na Dole Paskov. In: Jižní část revíru OKD.s.105–108. KP HM OKD. Ostrava 2006[8]
  - Kdy odvětrávat bezpečně. Ostrava, HBZS. Záchranář 4/1995[9]
- Je spoluautorem v Kompendiích báňského záchranářství I. a II.[10][11]

## Ocenění
- V roce 1997 byla oceněna jeho celoživotní práce pro báňské záchranářství nejvyšším záchranářským vyznamenáním, zlatým Záchranářským záslužným křížem
- V lednu 2004 obdržel rezortní medailí Jiřího Agricolly